# Cantón de La Clayette
El cantón de La Clayette era una división administrativa francesa, que estaba situada en el departamento de Saona y Loira y la región de Borgoña.

## Composición
El cantón estaba formado por dieciocho comunas:
- Amanzé
- Baudemont
- Bois-Sainte-Marie
- Châtenay
- Colombier-en-Brionnais
- Curbigny
- Dyo
- Gibles
- La Chapelle-sous-Dun
- La Clayette
- Ouroux-sous-le-Bois-Sainte-Marie
- Saint-Germain-en-Brionnais
- Saint-Laurent-en-Brionnais
- Saint-Racho
- Saint-Symphorien-des-Bois
- Vareilles
- Varennes-sous-Dun
- Vauban

## Supresión del cantón de La Clayette
En aplicación del Decreto nº 2014-182 del 18 de febrero de 2014, el cantón de La Clayette fue suprimido el 22 de marzo de 2015 y sus 18 comunas pasaron a formar parte; catorce del nuevo cantón de Chauffailles y cuatro del nuevo cantón de Charolles.